# Église Santa Maria del Soccorso (Rome)
Pour l’article homonyme, voir Église Santa Maria del Soccorso (Livourne).
L'église Santa Maria del Soccorso (en français : Saint-Marie-du-Secours) est une église romaine située dans le quartier Collatino sur la via Debussy à proximité de la via Tiburtina.

## Historique
L'église a été construite entre 1937 et 1938 sur les plans de l'architecte Tullio Rossi. Elle est consacrée le 24 septembre 1938 par le décret Ad viam Tiburtinam du cardinal Francesco Marchetti Selvaggiani. En 1960 le pape Jean XXIII y fait une visite pastorale ainsi que Jean-Paul II en 1995. Depuis 1986, l'église est allouée aux prêtres de l'Institut du Prado.
En 1990, l'église a donné son nom à la station de la ligne B du métro de Rome, Santa Maria del Soccorso.

## Architecture et décorations
L'église est de plan basilical avec trois nefs, une abside décorée de marbres polychromes et des poutres au plafond. Le maître-autel accueille une peinture du XIXe siècle représentant une Madone du Secours donnée en 1946 par un particulier.

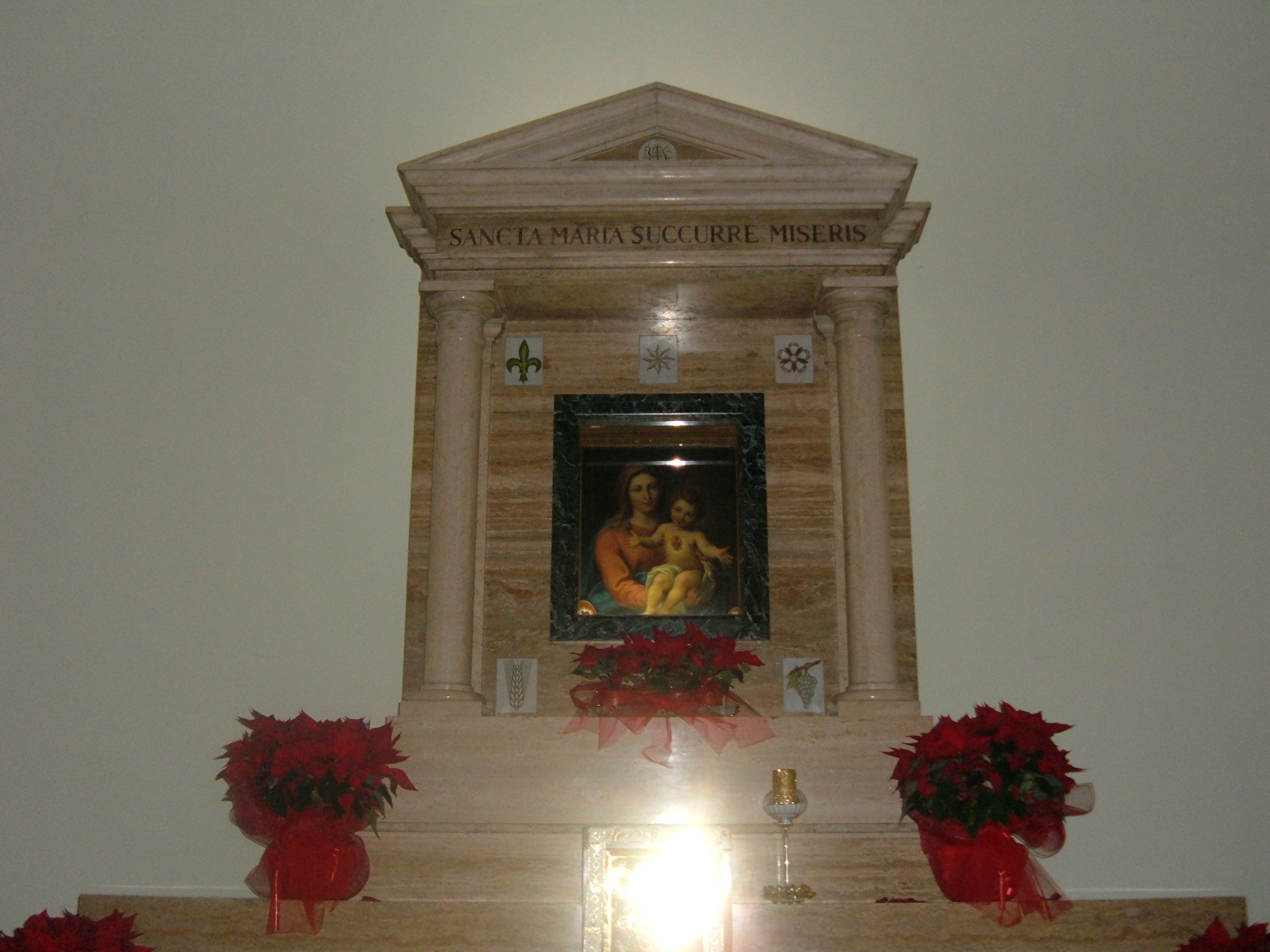
Le maître-autel

## Sources et références
- (it) Cet article est partiellement ou en totalité issu de l’article de Wikipédia en italien intitulé « Chiesa di Santa Maria del Soccorso » (voir la liste des auteurs).
- Le Chiese di Roma, C. Rendina, éd. Newton & Compton, Milan 2000, p. 224